# Báo Zanzibar
Báo Zanzibar ban đầu đầu được mô tả là một phân loài báo hoa (Panthera pardus adersi) bởi Pocock vào năm 1932. Các phân tích di truyền sau này trong những năm 1990, quần thể này được nhóm với phân loài báo châu Phi (P. p. pardus). Quần thể báo Zanzibar từng sinh sống trên đảo Unguja trong quần đảo Zanzibar, một phần của Tanzania, nhưng là có thể tuyệt chủng. Các xung đột gia tăng giữa người dân và báo Zanzibar trong thế kỷ 20 đã dẫn đến việc họ coi báo Zanzibar là loài vật xấu và tìm cách tiêu diệt chúng. Những nỗ lực để phát triển một chương trình bảo tồn báo vào giữa thập niên 1990 đã người ta từ bỏ khi các nhà nghiên cứu động vật hoang dã kết luận rằng có rất ít triển vọng cho sự tồn tại lâu dài của phân loài này. Hiện nay, manh mối của chúng chỉ còn là những mẫu vật.